# Homer l'hérétique
Homer l'hérétique (Homer the Heretic) est le 3e épisode de la saison 4 de la série télévisée d'animation Les Simpson.

## Synopsis
Un dimanche matin, Homer refuse d'aller à la messe. Le reste de la famille y va dans un froid glacial, reste coincé dans l'église puis ne parvient pas à faire démarrer la voiture. Homer lui a passé la meilleure matinée de sa vie et décide ainsi de ne plus jamais aller à l'église. Marge est désespérée et tente de le ramener vers la religion, mais peu après, il fait un rêve où Dieu lui apparaît et accepte sa nouvelle voie…
Mais tandis qu'il profitait de ses nouveaux dimanches, Homer se retrouve prisonnier d'un incendie. Flanders, aidé par des pompiers volontaires, le sauve et Homer accepte de revenir à la messe dès le dimanche suivant, mais s'endormira, comme d'habitude.